# Weimar (Lahn)
Weimar é um município da Alemanha, no distrito de Marburg-Biedenkopf, na região administrativa de Gießen , estado de Hessen.